# يوي اراغاكي
يوي اراغاكي (باليابانية: 新垣 結衣) هي ممثلة وعارضة أزياء ومغنية ومقدمة برامج إذاعية يابانية.

## حياتها
ولدت في 11 يونيو 1988 في ناها، أوكيناوا. وهي الأصغر بين شقيقين. بعد رؤية إعلان اختبار أداء لمجلة الموضة الصغيرة نيكولا (ニコラ)، تقدمت بطلب للمشاركة وفازت بالجائزة الكبرى للاختبار. في عام 2001، في سن 13 عامًا، بدأت حياتها المهنية في عرض أزياء نيكولا وحظيت باستقبال جيد جدًا كعارضة أزياء، بعد أن سجلت رقمًا قياسيًا للظهور على الغلاف 15 مرة. انتقلت إلى طوكيو في سن 15 عامًا والتحقت بمدرسة هوريكوشي الثانوية الشهيرة بكونها القاعدة الأكاديمية للعديد من المشاهير. ظهرت لأول مرة كممثلة في شيبويا في عام 2005. كما أصبحت وجه اعلاني في إعلانات بوكي. كما توسعت في التمثيل الصوتي في عام 2006 وكذلك الأفلام اعتبارًا من عام 2007. أصبحت أيضًا مضيفة لبرنامج الراديو Girls Locks الذي استمر بين عامي 2010 و 2012.

## الأعمال

### مسلسلات
- رئيسي بطلي (2006)
- ليغل هاي (2012-2013)

### الاداء الصوتي
- أبطال الديجيتال (الجزء الخامس) (2006)
- ديجيمون وورلد داتا سكواد (2006)

## روابط خارجية
- يوي اراغاكي على موقع IMDb (الإنجليزية)
- يوي اراغاكي على موقع ميوزك برينز (الإنجليزية)
- يوي اراغاكي على موقع أول موفي (الإنجليزية)
- يوي اراغاكي على موقع ديسكوغز (الإنجليزية)
- يوي اراغاكي على موقع قاعدة بيانات الفيلم (الإنجليزية)
- يوي اراغاكي على موقع ANN person (الإنجليزية)